# Рекреаційна зона
Рекреаційна зона — це землі, які використовуються для організації відпочинку та оздоровлення людей. Вони включають в себе парки, зелені зони, курорти, пляжі, природні території та інш. Такі зони знижують стрес та зберігають здоров'я населенню, оскільки вони забезпечують можливість для відпочинку на природі, фізичних вправ та контакту з довкіллям.
Використання рекреаційних земель має певну специфіку, оскільки на таких територіях важливо зберігати екологічний баланс, щоб не порушити природну рівновагу. Ці землі можуть також використовуватись для розвитку туризму, сільського відпочинку та інших видів діяльності, які приносять економічну вигоду, зберігаючи при цьому природні ресурси.